# Beauty (film 2022)
Beauty è un film del 2022 diretto da Andrew Dosunmu.

## Trama
Una giovane cantante, all'inizio della sua carriera, si ritrova a destreggiarsi tra la sua famiglia soffocante, l'amore per la sua fidanzata e la pressione della sua casa discografica. 

## Distribuzione
Il film è stato distribuito sulla piattaforma Netflix a partire dal 29 giugno 2022.